# Lacs (district)
Lacs is een district van Ivoorkust en is centraal in het land gelegen. De hoofdstad van het district is Dimbokro. Het district Lacs is ongeveer 28.500 vierkante kilometer groot. De laatste officiële volkstelling uit 1988 telde 365.522 inwoners. In 2007 werd dit aantal op meer dan 680.000 geschat.
Tot de bestuurlijke herindeling van 2011 was Lacs een van de negentien bestuurlijke regio's van Ivoorkust met Yamoussoukro als hoofdstad. Sindsdien vormt die stad, tevens de officiële hoofdstad van Ivoorkust, een apart district.

## Grenzen
Als centraal liggend district heeft Lacs grenzen met volgende districten:
- Vallée du Bandama in het noorden.
- Sassandra-Marahoué in het oosten.
- Yamoussoukro in het oosten.
- Gôh-Djiboua in het oosten.
- Lagunes in het zuiden.
- Comoé in het zuidwesten.
- Zanzan in het noordwesten.

## Regio's en departementen
Het district bestaat verder uit vier regio's die verder zijn onderverdeeld in departementen::
- N'Zi
  - Dimbokro
  - Kouassi-Kouassikro
  - Bocanda
- Bélier
  - Toumodi
  - Tiébissou
  - Didiévi
  - Djékanou
- Iffou
  - Daoukro
  - M'Bahiakro
  - Prikro
- Moronou
  - Bongouanou
  - Arrah
  - M'Batto